# Міжнародний кінофестиваль у Пусані
Міжнародний кінофестиваль у Пусані (англ. Busan International Film Festival, кор. 부산국제영화제, ханча: 釜山國際映畵祭) — найбільший кінофестиваль в Азії, щорічно проводиться в південнокорейському місті Пусан з 1996 року. Спеціалізується на показі нових фільмів і робіт режисерів-початківців. Офіційне ексклюзивне місце проведення фестивалю — кіноцентр у Пусані.

## Історія
- 1-й МКП, 13-21 вересня 1996 р.

Кінопоказ: 173 фільмів із 31 країн
Фільм відкриття: «Таємниці і брехня», Майк Лі, Велика Британія/Франція
Фільм закриття: «В надії», Мінг Чжан, КНР
Гості, що беруть участь: 224 гостей з 27 країн
Загальна кількість глядачів: 184 071
- 2-й МКП, 10-18 жовтня 1997 р.

Кінопоказ: 163 фільмів із 33 країн
Фільм відкриття: «Китайська скринька», Уейн Ван, Велика Британія/Франція/США/Японія
Фільм закриття: «Вісімнадцять весен», Ен Хуей, Сянган/КНР
Гості, що беруть участь: 450 гостей з 30 країн
Загальна кількість глядачів: 170 206
- 3-й МКП, 24 вересня — 1 жовтня 1998 р.

Кінопоказ: 211 фільм із 41 країн
Фільм відкриття: «Мовчання ягнят», Мохсен Махмальбаф, Іран/Франція/Таджикистан
Фільм закриття: «Доктор Акагі», Сехей Імамура, Японія
Гості, що беруть участь: 659 гостей з 25 країн
Загальна кількість глядачів: 192 547 (з них за квитками 174 870)
- 4-й МКП, 14-23 вересня 1999 р.

Кінопоказ: 207 фільмів із 53 країн
Фільм відкриття: «М'ятна цукерка», Лі Чхан Дон, Корея
Фільм закриття: «Жодним менше», Чжан Їмоу, КНР
Гості, що беруть участь: 555 гостей з 36 країн
Загальна кількість глядачів: 180 914
- 5-й МКП, 6-14 жовтня 2000 р.

Кінопоказ: 207 фільмів із 55 країн
Фільм відкриття: «Уттара», Буддхадеб Дасгупта, Індія
Фільм закриття: «Любовний настрій», Вонг Карвай, Сянган
Гості, що беруть участь: 3017 гостей з 39 країн
Загальна кількість глядачів: 181 708
- 6-й МКП, 9-17 листопада 2001 р.

Кінопоказ: 201 фільм із 60 країн
Фільм відкриття: «Останній свідок», Пе Чхан Хо, Корея
Фільм закриття: «Легенда про Суріотаю», Чатріхалерм Юкол, Таїланд
Гості, що беруть участь: 3761 гостей з 30 країн
Загальна кількість глядачів: 143 103
- 7-й МКП, 11-23 листопада 2002 р.

Кінопоказ: 226 фільмів із 55 країн
Фільм відкриття: «Берегова охорона», Кім Кі Дук, Корея
Фільм закриття: «Ляльки», Такесі Кітано, Японія
Гості, що беруть участь: 2002 гостей з 35 країн
Загальна кількість глядачів: 167 349
- 8-й МКП, 2-10 листопада 2003 р.

Кінопоказ: 243 фільмів із 61 країн
Фільм відкриття: «Доппельгангер», Куросава Кійосі, Японія
Фільм закриття: «Акація», Пак Кі Хьон, Корея
Гості, що беруть участь: 2523 гостей з 44 країн
Загальна кількість глядачів: 165 102
- 9-й МКП, 7-15 жовтня 2004 р.

Кінопоказ: 262 фільми з 63 країн
Фільм відкриття: «2046», Вонг Карвай, Сянган/КНР
Фільм закриття: «Червона буква», Пьон Хьок, Корея
Гості, що беруть участь: 5638 гостей з 50 країн
Загальна кількість глядачів: 166 164
- 10-й МКП, 6-14 жовтня 2005 р.

Кінопоказ: 307 фільмів із 73 країн
Фільм відкриття: «Три рази», Хоу Сяосянь, Тайвань
Фільм закриття: «Весільна кампанія», Хван Бьон Гук, Корея
Гості, що беруть участь: 6088 гостей з 55 країн
Загальна кількість глядачів: 192 970
- 11-й МКП, 12-20 жовтня 2006 р.

Кінопоказ: 245 фільмів із 63 країн
Фільм відкриття: «Сліди кохання», Кім Де Син, Корея
Фільм закриття: «Божевілля через камінь», Нін Хао, КНР/Сянган
Гості, що беруть участь: 8321 гостей з 51 країни
Загальна кількість глядачів: 162 835
- 12-й МКП, 4-12 жовтня 2007 р.

Кінопоказ: 271 фільм із 64 країн у 770 показах
Фільм відкриття: «Сигнал до збору», Фен Сяоган, КНР
Фільм закриття: «Євангеліон 1.11: Ти (не) один», Кадзуя Цурумакі, Хідеакі Анно, Масаюкі, Японія
Гості, що беруть участь: 7361
Загальна кількість глядачів: 198 603
- 13-й МКП, 2-10 жовтня 2008 р.

Кінопоказ: 315 фільмів із 60 країн
Фільм відкриття: «Подарунок Сталіну», Рустем Абдрашев, Росія/Казахстан/Ізраїль/Польща
Фільм закриття: «Я щасливий», Юн Джон Чхан, Корея
Гості, що беруть участь: 9 516
Загальна кількість глядачів: 198 818
- 14-й МКП, 8-16 жовтня 2009 р.

Кінопоказ: 355 фільмів з 70 країн у 803 показах
Фільм відкриття: «Доброго ранку, Президенте», Чан Джін, Корея
Фільм закриття: «Послання», Гао Цюньшу, Чень Кофу, КНР
Гості, що беруть участь: 6400
Загальна кількість глядачів: 173 516
- 15-й МКП, 7-15 жовтня 2010 р.

Кінопоказ: 306 фільмів із 67 країн
Фільм відкриття: «Під гілками глоду», Чжан Імоу, КНР
Фільм закриття: «Камелія», Вісіт Сасанатьєнг, Ісао Юкісада, Чан Джун Хван, Таїланд/Японія/Корея
Гості, що беруть участь: 9367
Загальна кількість глядачів: 182 046
- 16-й МКП, 6-14 жовтня 2011 р.

Кінопоказ: 307 фільмів із 70 країн
Фільм відкриття: «Завжди (Тільки ти)», Сон Іль Гон, Південна Корея
Фільм закриття: «Хроніки моєї матері», Масато Харада, Японія
Гості, що беруть участь: 11 268, включаючи 2440 акредитованих журналістів
Загальна кількість глядачів: 196 177